# فتیش ناف

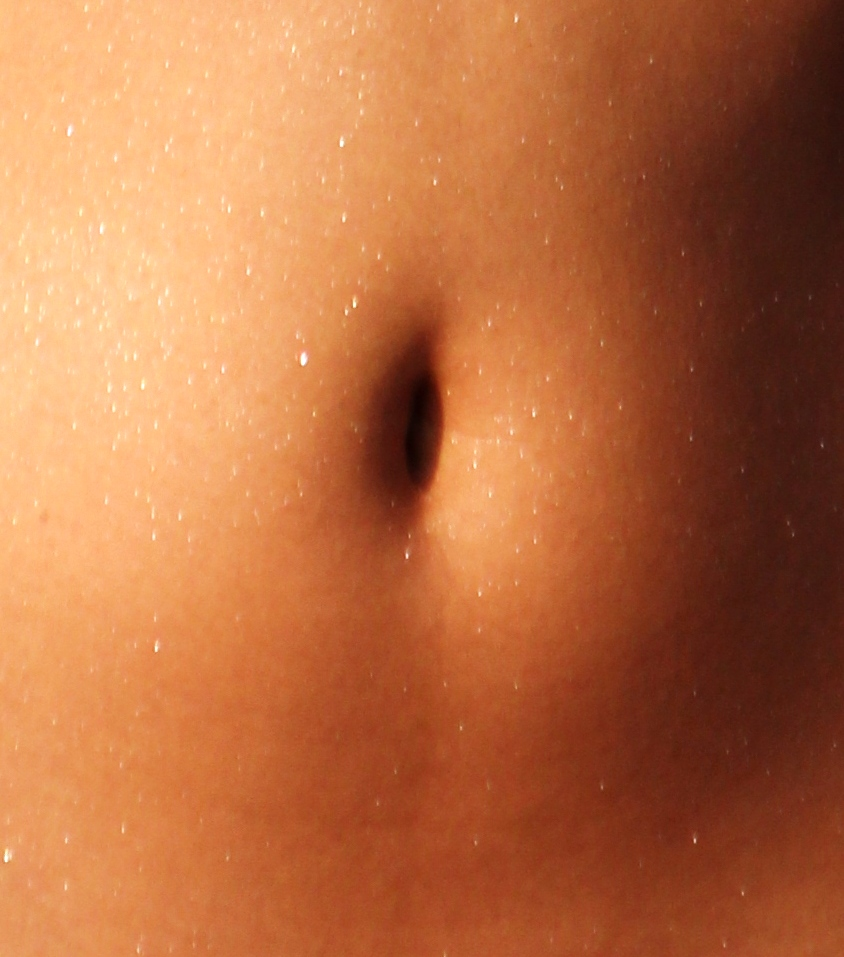
تصویر نزدیک ناف

فتیش ناف (به انگلیسی: Navel fetishism) یا الوینوفیلی (به انگلیسی: alvinophilia), یک پارتیالیسم است که در آن فرد، به ناف علاقه جنسی نشان می‌دهد.
بر اساس یک مطالعه، اَلوینوفیلی یک فتیشیسم رایج بین افراد است. در سال ۲۰۱۲، بر اساس آمار گوگل، جستجوی این مورد بین همه فتیش‌ها رتبه دوم را داشت.

## محرک

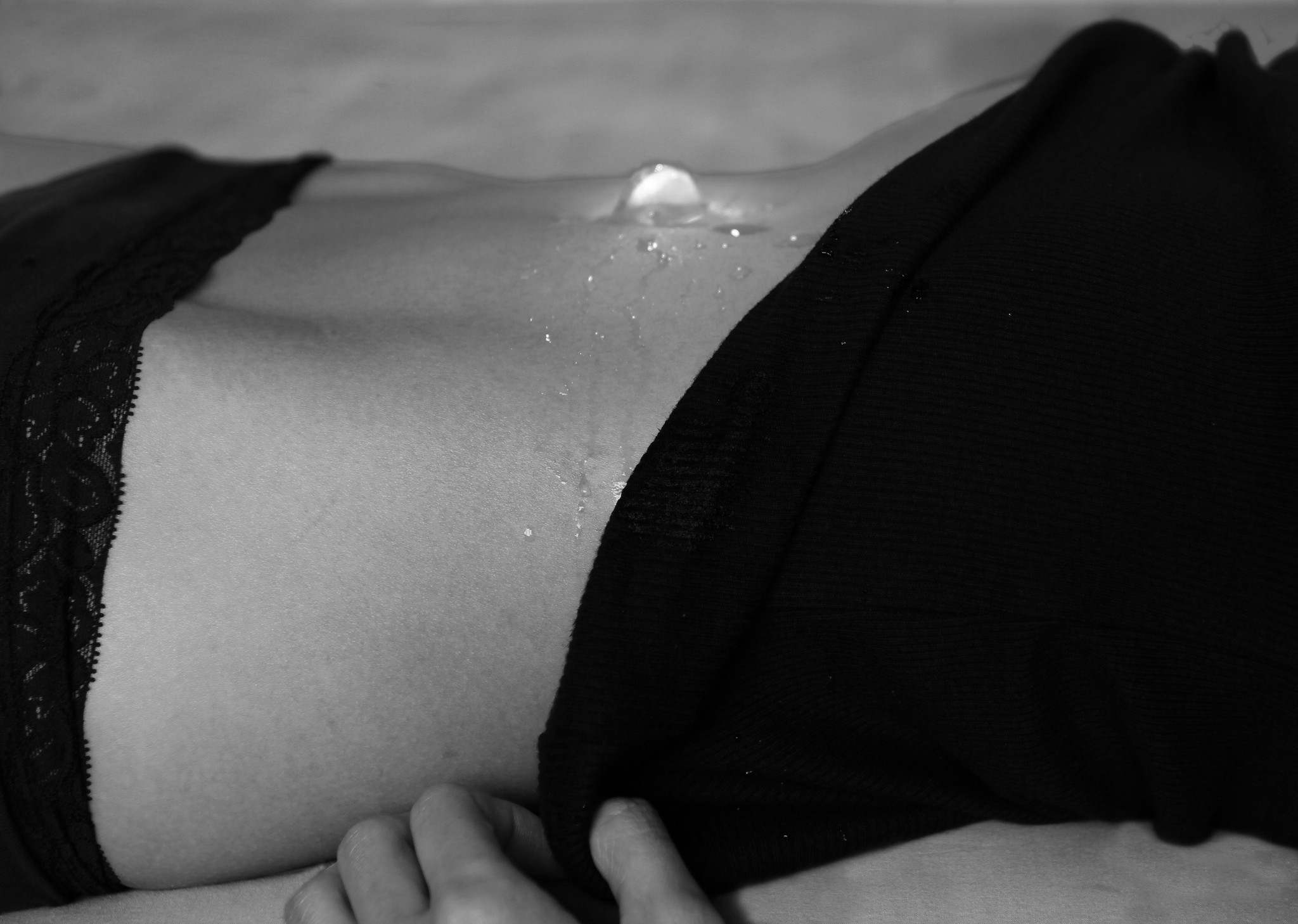
فتیش ناف

یک فرد دارای فتیش ناف می‌تواند از راه‌های مختلفی از جمله کلمات کلیدی در اینباره، افکار و انواع تعامل با ناف تحریک شود.

## ارتباط با دیگر فتیش‌ها
فتیش ناف، اغلب به همراه فتیش شکم (به انگلیسی: alvinolagnia) وجود دارد. همچنین گاهی همراه با سادومازوخیسم ظاهر می‌شود، برخی از افراد دارای فتیش ناف، خواهان شکنجه کردن ناف شریک جنسی خود، یا شکنجه شدن از طرف او هستند.